# Areines
Areines – miejscowość i gmina we Francji, w Regionie Centralnym, w departamencie Loir-et-Cher.
Według danych na rok 1990 gminę zamieszkiwało 555 osób, a gęstość zaludnienia wynosiła 115 osób/km² (wśród 1842 gmin Regionu Centralnego Areines plasuje się na 640. miejscu pod względem liczby ludności, natomiast pod względem powierzchni na miejscu 1370.).